# Amos Dolbear
Amos Emerson Dolbear (ur. 10 listopada 1837 w Norwich, zm. 23 lutego 1910 w Medford) – amerykański fizyk i chemik, burmistrz Bethany w latach 1871–1872.

## Życiorys
Urodził się w Norwich w stanie Connecticut, po śmierci ojca wraz z matką przeniósł się do Newport. Po jej śmierci w 1847 roku Dolbear zamieszkiwał w stanach Massachusetts i New Hampshire, a także pracował jako nauczyciel w stanie Missouri. W 1868 roku ukończył studia na Ohio Wesleyan University, otrzymał następnie tytuły Master of Arts i Master of Engineering.
Pracował jako asystent na Uniwersytecie Michigan, został następnie adiunktem na Uniwersytecie Kentucky, a finalnie profesorem chemii i fizyki w Bethany College. Od 1871 do 1872 roku pełnił funkcję burmistrza miejscowości Bethany, a w 1874 roku został przewodniczącym Wydziału Astronomii i Fizyki na Tufts University. Wśród jego wynalazków znajdują się m.in. elektryczne żyroskopy, zajmował się także pracami nad telefonem bezprzewodowym.
Członek American Academy of Arts and Sciences i American Association for the Advancement of Science.